# 하야노 카오루
하야노 카오루(早野 薫, 1992년 12월 12일~)는 일본 여성 아이돌 그룹 AKB48의 팀K의 전 멤버.
도쿄도 출신, 피노 소속.
팀K 4th 「최후벨이 울린다」 최종 흥행기념일을 가지고 졸업하는 것을 발표하였다.

## 경력
- AKB48 가입 이전에는 뮤지컬 출연 중심으로 활동.
- 2004년에 뮤지컬 극단 「도쿄 매츠」의 주니어 팀이라고 말하는 「도쿄 리틀매츠」에 소속된 적이 있다.
- 2009년 2월 15일, 밤 공연에서 토요타 오피스로 이적하는 것을 발표하였다.
- 2009년 2월 26일, 팀K 4th「최후벨이 울린다」 최종 흥행기념일을 가지고 졸업하는 것을 발표하였다.
- 2009년 4월 26일, AKB48를 졸업.
- 2012년 6월, 早乃 香織 명의로 솔로 가수 데뷔.